# 茨城県道59号玉里水戸線
茨城県道59号玉里水戸線（いばらきけんどう59ごう たまりみとせん）は、茨城県小美玉市（玉里地区）から水戸市までを結ぶ県道（主要地方道）である。

## 概要
小美玉市田木谷の国道355号分岐を起点に北上し同市堅倉を経て、水戸市赤塚の国道50号現道に至る茨城県県央地区を南北に縦断する延長約29キロメートル (km) の主要地方道。茨城町中央工業団地で、北関東自動車道茨城町西インターチェンジ (IC) と接続する。路線名にある「玉里」は、小美玉市の平成の大合併以前の旧自治体名「玉里村」が由来で、自治体名としての玉里村消滅後も現路線名称は変更なく踏襲されている。

### 路線データ
- 起点：小美玉市大字田木谷字鹿島245番1地先（国道355号交点）[1]
- 終点：水戸市赤塚一丁目2053番64地先（国道50号交点＝「赤塚郵便局前」交差点）[2]
- 総延長：29.079 km[3]
- 重用延長：0.303 km[3]
- 未供用延長：なし[3]
- 実延長：28.776 km[3]
- 自動車交通不能区間延長[注釈 1]：なし[3]

## 歴史
1994年（平成6年）4月1日、主要地方道小川鉾田線の一部、県道紅葉石岡線の一部、本路線の前身にあたる県道堅倉小川線（けんどう かたくらおがわせん；整理番号240）、県道小岩戸赤塚停車場線（けんどう こいわとあかつかていしゃじょうせん；整理番号239）を統合して、起点を新治郡玉里村、終点を水戸市とする新たな路線として主要地方道玉里水戸線が路線認定された。翌年の1995年（平成7年）には整理番号59に変更されて現在に至る。

### 年表
- 1959年（昭和34年）10月14日
現在の路線の前身にあたる県道小岩戸赤塚停車場線（美野里町小岩戸 - 水戸市赤塚町、図面対照番号182）と県道堅倉小川線（美野里町堅倉 - 小川町、図面対照番号183）が路線認定される[4]。
- 1993年（平成5年）5月11日：建設省から、県道赤塚馬口労線の一部・県道小岩戸赤塚停車場線の一部・県道堅倉小川線・県道紅葉石岡線の一部が玉里水戸線として主要地方道に指定される[5]。
- 1994年（平成6年）4月1日
  - 玉里水戸線（整理番号75）として県道路線認定[6]。
  - 道路の区域は、新治郡玉里村大字田木谷国道355号分岐から水戸市赤塚町1丁目国道50号交点までに決定する[1]
- 1995年（平成7年）3月30日：整理番号75から現在の番号（整理番号59）に変更される[7]。
- 2000年（平成12年）
  - 2月17日：東茨城郡茨城町大字野曽（現・中央工業団地内）を南北縦断する道路を供用開始[8]。
  - 3月15日：茨城町大字野曽（現・中央工業団地内）から茨城町西ICとアクセスする新道ルートが開通する[9]。
- 2001年（平成13年）3月19日：中央工業団地を造成する為、茨城町大字野曽地内の旧道区間 (600 m) が県道指定除外となる[10]。
- 2002年（平成14年）7月18日：東茨城郡美野里町大字堅倉 - 大字先後のバイパスを新設する道路区域 (2.192 km) が決定する[11]。
- 2003年（平成15年）
  - 1月30日：美野里町大字三箇 - 大字鶴田の現道（2.357 km）を2車線化道路改良する区域決定[12]。
  - 3月24日：水戸市河和田2丁目（筑波銀行赤塚支店前 - ローソン水戸赤塚駅南店前）のバイパス道路 (441 m) を供用開始[13]。
- 2004年（平成16年）3月22日：東茨城郡小川町大字中延の区間が、通行する車両の高さの最高限度4.1 mの道路に指定される[14]。
- 2008年（平成20年）3月21日：中央工業団地を通過していた、茨城町大字野曽（中央工業団地南交差点） - 水戸市大字鯉淵町字六ノ割の旧道区間（計945 m）を指定解除[15]。
- 2010年（平成22年）10月5日：水戸市赤塚1丁目の国道50号・赤塚郵便局前交差点に接続する新道（約0.2 km）が開通[16]。
- 2011年（平成23年）4月7日：水戸市赤塚1丁目の県道赤塚馬口労線重複区間を、電線共同溝を整備すべき道路に指定[17]。
- 2014年（平成26年）3月20日：旧終点（大塚町交差点）の水戸市赤塚一丁目の旧道 (165 m) が指定解除により市道へ降格する[2]。
- 2019年（令和元年）7月31日：小美玉市中延（横町交差点 - 中延北交差点）間を、国際コンテナ車[注釈 2]の重量・長さ上限を引き上げる道路に指定[18]。
- 2021年（令和3年）9月21日：小美玉市堅倉 - 同市小岩戸にバイパス道路（1.642 km）を改築するための道路区域を指定[19]。

## 路線状況
玉里方面から水戸方面に向かう場合、小美玉市小岩戸地内と、水戸市河和田町地内で案内標識無しで本道が左折している。
水戸市河和田町の国道50号水戸バイパス交点（河和田町南交差点）から水戸市赤塚の国道50号交点（大塚町交差点）までの区間は、線形が屈曲しており複雑で、センターラインなしの1車線の区間も存在する。
北関東自動車道開通前は茨城町野曽の茨城県道16号大洗友部線交点から左折し、300 mほど県道大洗友部線と重複して右折するルートであった。新道開通後は茨城中央工業団地の区画整理により旧道の一部は廃道になったものの、野曽地内に現在でも道路跡が残っている。
道路法の規定に基づき、以下の区間は緊急輸送道路として機能を維持するため、災害発生時の被害拡大防止を目的に道路用地内に新たに電柱を建てることが制限されている。
- 小美玉市中延（主要地方道小川鉾田線交差） - 同（中延北交差点）[21]
- 東茨城郡茨城町中央工業団地（茨城町道交差） - 東茨城郡茨城町中央工業団地（北関東自動車道 茨城町西IC）[22]
- 東茨城郡茨城町野曽（茨城町西IC入口交差点） - 水戸市高田町（高田十字路交差点）[21]
- 水戸市赤塚町1丁目（水府病院） - 同（郵便局前交差点）[21]

### 重複区間
- 茨城県道8号小川鉾田線（小美玉市田木谷～同市中延）
- 茨城県道30号水戸岩間線（水戸市河和田町地内、121m）[1]
- 茨城県道177号赤塚馬口労線（水戸市赤塚1丁目）[17]

### 道路施設

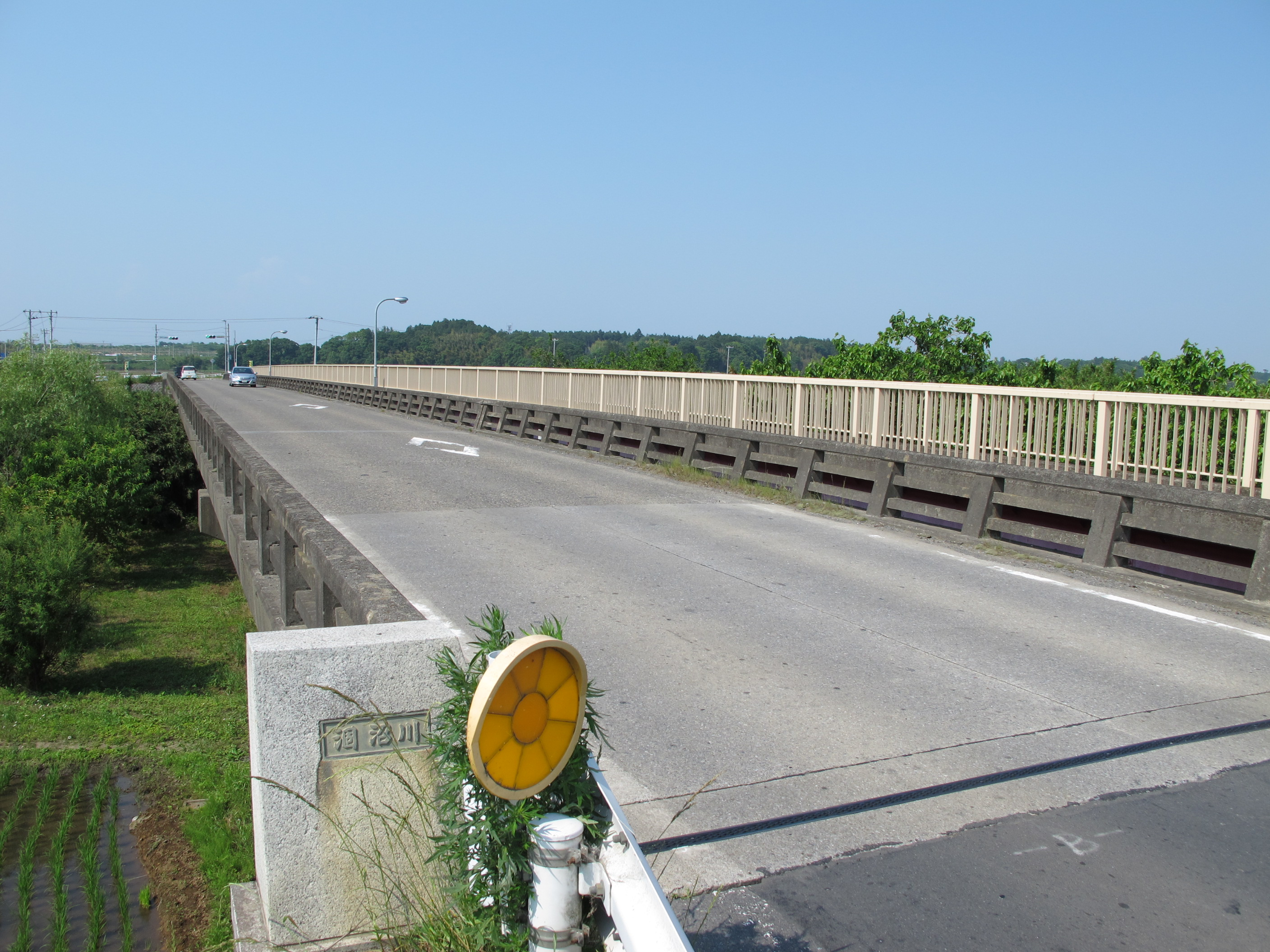
川根大橋（2014年5月）

- 園部新大橋（園部川、小美玉市田木谷 - 中延）
- 川根大橋（かわねおおはし、涸沼川、茨城町上飯沼 - 野曽）
涸沼川に架かる橋長136.2m、6径間鉄筋コンクリート構造桁橋。1963年（昭和38年）10月竣功。車道は2車線でコンクリート舗装が特徴的である。涸沼川の下流側に歩道が1本併設されている。
- 水戸橋（涸沼前川、水戸市下野 - 高田）

## 地理

### 通過する自治体
- 小美玉市
- 東茨城郡茨城町
- 水戸市

### 交差する道路

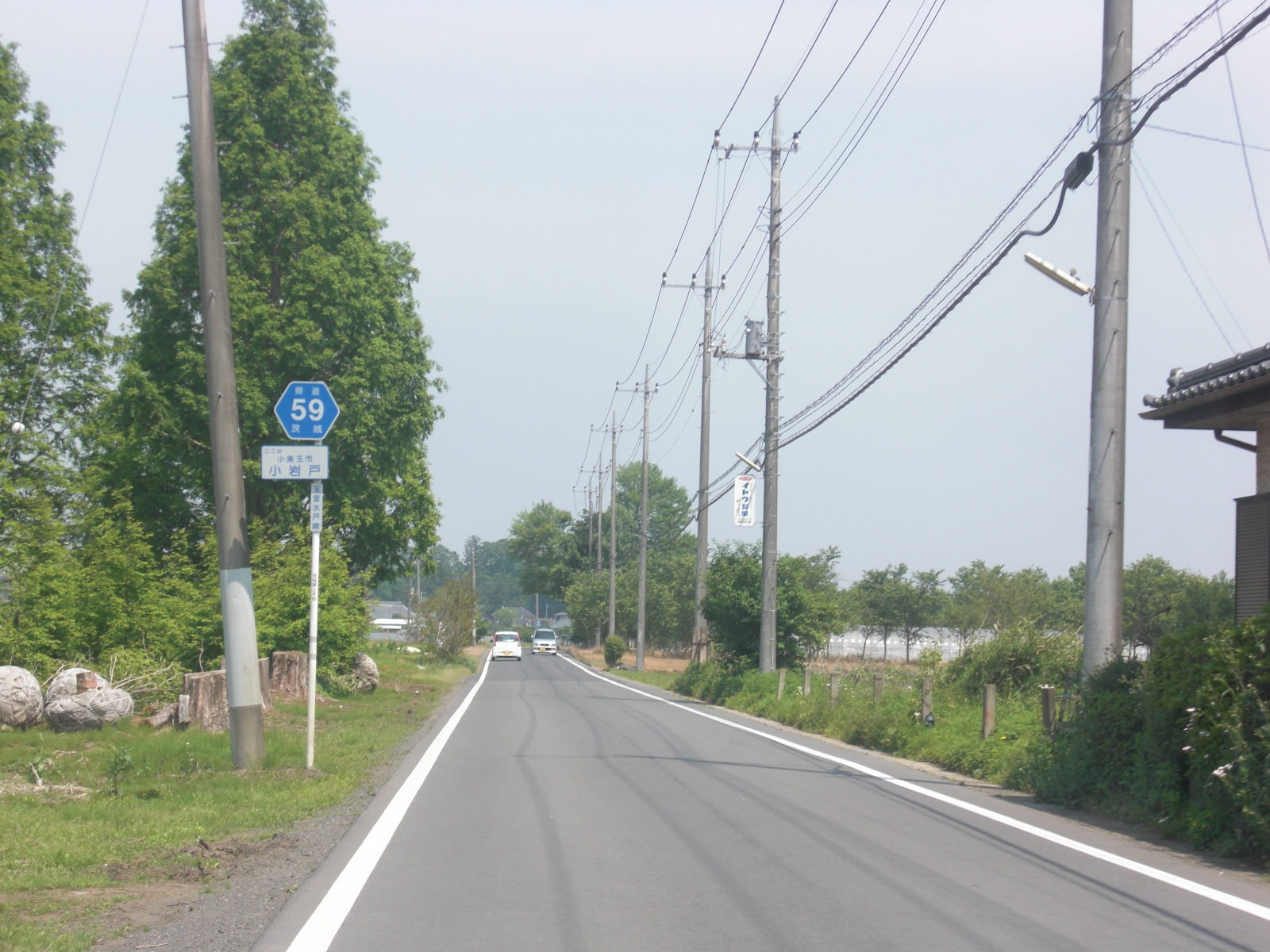
沿線風景（小美玉市小岩戸）

- 国道355号（小美玉市田木谷：起点・田木谷交差点）
- 茨城県道8号小川鉾田線（小美玉市中延：横町交差点）
- 茨城県道144号紅葉石岡線（小美玉市中延：中延北交差点）
- 茨城空港アクセス道路（小美玉市三箇：三箇南交差点）
- 国道6号（小美玉市堅倉：堅倉交差点）
- 茨城県道145号上吉影岩間線（小美玉市堅倉）
- 茨城県道43号茨城岩間線（東茨城郡茨城町木部）
- 茨城県道43号茨城岩間線（東茨城郡茨城町上飯沼：上飯沼交差点）
- 茨城県道16号大洗友部線（東茨城郡茨城町野曽：中央工業団地南交差点）
- 北関東自動車道 茨城町西IC（東茨城郡茨城町中央工業団地：茨城西I.C入口交差点）
- 茨城県道16号大洗友部線バイパス（東茨城郡茨城町野曽・中央工業団地北交差点）
- 茨城県道40号内原塩崎線（水戸市高田町：高田十字路交差点）
- 国道50号（水戸バイパス）（水戸市河和田町：河和田町南交差点）
- 茨城県道30号水戸岩間線（水戸市河和田）
- 茨城県道30号水戸岩間線（水戸市河和田：河和田小学校前交差点）
- 茨城県道177号赤塚馬口労線（水戸市赤塚）
- 国道50号（水戸市赤塚：終点・赤塚郵便局前交差点）

### 沿線
- 小美玉市やすらぎの里小川（小美玉市中延）
- 太陽保育園（小美玉市堅倉）
- 小美玉市立堅倉小学校（小美玉市堅倉）
- ひょうたん美術館（小美玉市小岩戸）
- 飯沼こども園（茨城町大字上飯沼）
- 中央工業団地（茨城町中央工業団地）
- 茨城町西IC（茨城町中央工業団地）
- アダストリア・ロジスティクス茨城西DC（茨城町中央工業団地）
- 日立生コン水戸工場（水戸市河和田町）
- 水戸市立赤塚中学校（水戸市水戸市河和田一丁目）
- 筑波銀行赤塚支店（水戸市河和田一丁目）
- フレスポ赤塚（水戸市河和田一丁目）